# Torr-Kalsor
Torr-Kalsor, finska: Kuiva Kaltsaari, är en ö i Finland. Den ligger i Skärgårdshavet och i kommunen Nådendal i den ekonomiska regionen  Åbo ekonomiska region i landskapet Egentliga Finland, i den sydvästra delen av landet. Ön ligger omkring 33 kilometer sydväst om Åbo och omkring 180 kilometer väster om Helsingfors.
Öns area är 34,1 hektar och dess största längd är 1,1 kilometer i sydöst-nordvästlig riktning. Ön höjer sig omkring 35 meter över havsytan.